# Les Tonils
Les Tonils is een gemeente in het Franse departement Drôme (regio Auvergne-Rhône-Alpes) en telt 17 inwoners (2008). De plaats maakt deel uit van het arrondissement Die.

## Geografie
De oppervlakte van Les Tonils bedraagt 10,0 km², de bevolkingsdichtheid is dus 1,7 inwoners per km².

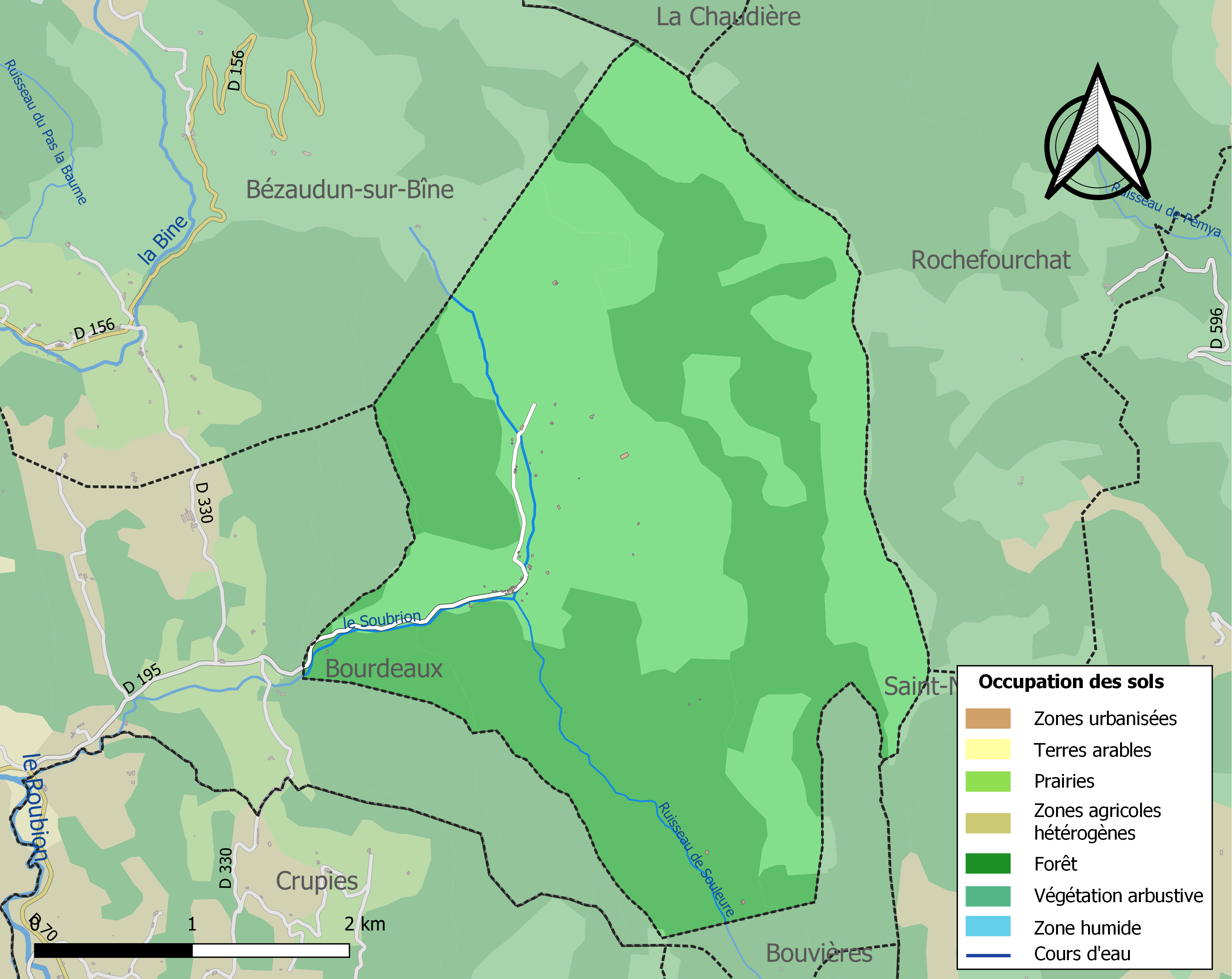
Kaart van de gemeente met belangrijkste infrastructuur, bodemgebruik en omliggende gemeenten

## Demografie
Onderstaande figuur toont het verloop van het inwonertal (bron: INSEE-tellingen).